# Iulia Biriukova
Iulia Sergeevna Biriukova (rusă Юлия Сергеевна Бирюкова; n. 17 martie 1985, Kurciatov, Regiunea Kursk) este o scrimeră rusă specializată pe floretă, de trei ori vicecampioană mondială pe echipe (în 2009, 2014 și 2015).

## Carieră
S-a apucat de scrimă la vârsta de șase ani în orașul natal, Kurciatov. A obținut medalia de argint pe echipe la Campionatul Mondial de juniori din 2003 de la Trapani, apoi bronzul la individual și aurul pe echipe un ani mai târziu la Plovdiv. A câștigat și Universiada de vară din 2007.
La seniori, a cucerit prima sa medalie de Cupa Mondială în sezonul 2008-2009 cu un argint la Gdańsk, urmat de un bronz la Havana. A obținut medalia de argint pe echipe la Campionatul European din 2009 de la Plovdiv. La Campionatul Mondial din același an, la Antalya, a pierdut în sferturile de finală cu conaționala sa Aida Șanaeva, care a fost laureată cu aur în cele din urmă. La proba pe echipe, Rusia a fost depășită de Italia în finală și s-a mulțumit din nou cu argintul. Biriukova a sfârșit sezonul pe locul 8 în clasamentul mondial FIE, cel mai bun din carieră până în 2016.
A obținut o medalie de bronz la individual și una de argint pe echipe la Universiada de vară din 2011, precum și o altă medalie de argint la ediția din 2013. În același an, a cucerit o medalie de bronz pe echipe la Campionatul Mondial de la Budapesta. În sezonul următor a câștigat prima sa medalie individuală într-un mare campionat cu o medalie de bronz la Campionatul European de la Strasbourg. A continuat cu o medalie de argint pe echipe la Campionatul Mondial din 2014 și la cel din 2015.

## Legături externe
- Materiale media legate de Iulia Biriukova la Wikimedia Commons
- Prezentare Arhivat în 28 octombrie 2014, la Wayback Machine. la Confederația Europeană de Scrimă
- Prezentare la Federația Rusă de Scrimă